# 장 이폴리트
장 이폴리트(Jean Hyppolite, 1907년 1월 8일 ~ 1968년 10월 26일)는 게오르크 빌헬름 프리드리히 헤겔과 다른 독일 철학자들의 작품을 옹호하고 프랑스의 가장 유명한 전후 사상가들을 교육한 것으로 알려진 프랑스의 철학자이다. 그의 주요 작품으로는 [헤겔 정신 현상학의 발생과 구조]와 [마르크스와 헤겔에 관한 연구] 등이 있다.
그는 장 폴 사르트르와 거의 동시에 에콜 노르말 쉬페리외르(ENS)를 졸업했다. 졸업 후 그는 《정신현상학》을 원문으로 읽기 위해 독일어를 스스로 가르치면서 헤겔에 대한 진지한 연구에 착수했다. 1939년 그는 자신의 번역서를 들고 나왔다. 제2차 세계대전 후, 이폴리트는 스트라스부르 대학의 교수가 되었고, 1949년에 소르본으로 이사했다.
1952년, 이폴리트는 《논리와 실존Logique et existence》를 출판했는데, 이 작품은 포스트구조주의로 알려지게 될 것에 대해 영향을 미쳤을 가능성이 있다. 이 책은 헤겔의 [정신현상학]을 그의 [논리의 학]과 연관시키려 한다. 그렇게 함으로써 20세기 말 새로운 프랑스 철학의 특징이었던 언어, 존재, 차이에 대한 문제를 제기한다.
1954년, 그는 파리 고등사범학교의 교장이 되었고 1955년 헤겔에 대한 프랑스의 관심이 고조되던 시기에 카를 마르크스의 초기, 헤겔주의 시대에 대한 연구를 하였다.
장 폴 사르트르와 같은 철학자들이 독일 철학의 영향을 받은 새로운 작품을 만든 것으로 알려져 있는 반면, 이폴리트는 교사, 번역가로 기억되고 있다. 그는 질 들뢰즈, 미셸 푸코, 자크 데리다, 제라르 그라넬, 에티엔 발리바르 등 여러 사상가에 영향을 미쳤다.

## 같이 보기
- 알렉상드르 코제브
- 장 발